# Middle Palisade
La Middle Palisade est un sommet culminant à 4 271 mètres d'altitude dans le centre de la Californie, à l'Ouest des États-Unis. Il fait partie de la sierra Nevada. Il est constitué de diorite et de granite. Il est gravi pour la première fois en 1921 par Francis P. Farquhar et Ansel F. Hall. La montagne est protégée par la réserve intégrale John Muir et la forêt nationale d'Inyo au nord-est, tandis qu'elle est incluse dans le parc national de Kings Canyon au sud-ouest.

## Toponymie
Le chaînon des Palisades est nommé en 1864 par l'équipe de William Henry Brewer de la California Geological Survey. Middle Palisade signifie littéralement « palissade méridionale ». La montagne est baptisée par la Wheeler Survey en 1878, en même temps que la Northwest Palisade et la Southeast Palisade, mais c'est la seule dont le nom soit resté inchangé.

## Géographie
La Middle Palisade se situe dans l'Ouest des États-Unis, au centre de l'État de Californie, sur la limite entre les comtés de Fresno et d'Inyo. Il se trouve à 18 kilomètres au sud-ouest de Big Pine, à 33 kilomètres au sud de Bishop et à 120 kilomètres à l'est-nord-est de Fresno, tandis que Sacramento, la capitale de l'État, est à environ 300 kilomètres au nord-ouest, San Francisco à environ 350 kilomètres à l'ouest-nord-ouest et Los Angeles à 320 kilomètres au sud. Les côtes de l'océan Pacifique se trouvent à 280 kilomètres au sud-ouest. Il domine la vallée de l'Owens à l'est, où passe la route 395. Le sommet fait partie d'un chaînon appelé Palisades et s'élève à 4 271 mètres d'altitude, dans la bordure orientale de la Sierra Nevada. Sa hauteur de culminance est de 331 mètres ; le sommet plus élevé le plus proche est le mont Sill, à 4,2 kilomètres au sud-sud-est. La Middle Palisade possède deux pics secondaires : les pics Disappointment (4 242 m) et Balcony (environ 4 220 m), tous deux au sud. Ils dominent plusieurs lacs glaciaires au sud, les lacs Palisades, qui alimentent le Palisade Creek, un affluent de la Middle Fork Kings River, qui appartient au bassin de la rivière Kings ; au nord, les eaux de fonte du glacier Middle Palisade donnent naissance aux lacs Finger et Brainerd, qui alimentent une branche du Big Pine Creek, qui appartient au bassin de la rivière Owens mais dont les eaux sont en partie détournées vers l'aqueduc de Los Angeles.
La Middle Palisade est née du processus qui a formé la Sierra Nevada. Elle est constituée essentiellement de diorite et de granite émis en profondeur au Crétacé. Durant le Néogène, le soulèvement de la chaîne le long de la faille normale qui la sépare de la province géologique de Basin and Range, à l'est, a permis la formation de glaciers et d'écoulements fluviaux qui ont participé à l'érosion et ont mis au jour ces roches magmatiques.

## Histoire
La Middle Palisade est explorée pour la première fois en 1875 par l'expédition de Gustave Eisen de San Francisco,. Pourtant, personne ne mentionne ce sommet jusqu'en 1904, lorsque Joseph N. LeConte, dans son rapport d'ascension de la North Palisade, rapporte son existence. La première tentative d'ascension est effectuée en 1919 mais J. Milton Davies, A. L. Jordan et H. H. Bliss, après avoir gravi le couloir sud-ouest, se retrouvent dans l'impasse sur le sommet qu'ils nomment pic Disappointment (littéralement « pic Déception ») et doivent faire demi-tour,. Finalement, la première ascension du sommet est réalisée le 26 août 1921 par Francis P. Farquhar et Ansel F. Hall. Ils gravissent le couloir Sud-Ouest, considéré comme dangereux en raison des éboulements et de son aspect vertigineux. Le 7 juin 1930, Norman Clyde réussit la première ascension de la face nord-est en solo. Vingt ans après Milton Davies, Jordan et Bliss, un 20 juillet, David Brower, Bruce Meyer et Keith Taylor réussissent enfin la première traversée entre le pic Disappointment et la Middle Palisade. La première ascension hivernale est effectuée le 5 janvier 1960 par John Mendenhall et Tom Condon par la voie normale.

## Activités

### Randonnée et ascension
La voie normale emprunte la face orientale et nécessite la pose des mains (cotée 3). Plusieurs autres voies du domaine de l'escalade (cotées 4 voire 5) sont présentes dans les différents versants de la montagne, certaines traversant le glacier Middle Palisade,.

### Protection environnementale
Le versant nord-est de la Middle Palisade est protégé depuis 1964 au sein de la réserve intégrale John Muir (en anglais : John Muir Wilderness) dont la superficie a progressivement été portée à 2 639 km2, ce qui en fait la plus vaste de Californie. Elle dispose d'une continuité écologique avec la réserve intégrale Ansel Adams au nord-ouest, la réserve intégrale Dinkey Lakes et la réserve intégrale Sequoia-Kings Canyon à l'ouest, la réserve intégrale Monarch au sud-ouest et la réserve intégrale Golden Trout au sud,. La réserve a pour but de garantir un air et une eau purs, ainsi qu'un habitat préservé pour les plantes et les animaux rares et menacés. Elle autorise la pratique de la randonnée pédestre, du trekking, de l'escalade, du canoë-kayak, du rafting, de la randonnée équestre, de l'observation ornithologique ou encore de l'astronomie amateur mais interdit généralement tout type de véhicule à moteur et les groupes de plus de douze personnes. La réserve est gérée conjointement par la forêt nationale d'Inyo, dans sa partie orientale appartenant aux comtés d'Inyo — dont la Middle Palisade — et de Mono, qui a été créée en 1907 et couvre 7 455 km2, et par la forêt nationale de Sierra, dans sa partie occidentale appartenant aux comtés de Fresno et de Madera, qui a été créée en 1893 et couvre 5 309 km2.
Le versant sud-ouest est protégé depuis 1940 au sein du parc national de Kings Canyon qui couvre 1 869 km2. Il est géré par le National Park Service.